# 库万 (芒什省)
库万（法語：Couvains，法語發音：[kuvɛ̃] ⓘ）是法国芒什省的一个市镇，属于圣洛区。

## 地理
库万（49°9'57"N, 1°0'25"W）面积15.03 平方千米，位于法国诺曼底大区芒什省，该省份为法国西北部沿海省份，西、北、东北三面环大西洋，东起顺时针与卡爾瓦多斯省、奧恩省、马耶讷省和伊勒-维莱讷省接壤。
与库万接壤的市镇（或旧市镇、城区）包括：圣让德萨维尼、瑟里西拉福雷、拉吕泽讷、圣安德烈德莱皮讷、埃勒河畔圣克莱尔、埃勒河畔圣乔治、维利耶福萨尔。

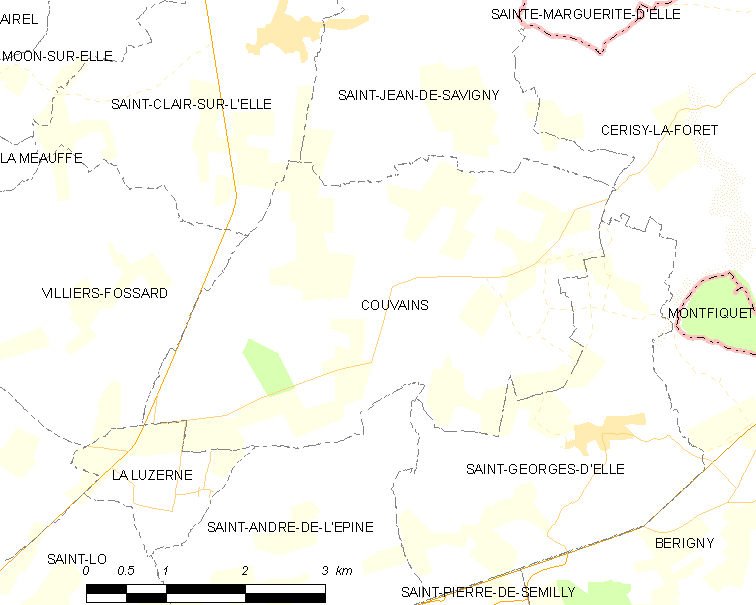
的OSM定位图

库万的时区为UTC+01:00、UTC+02:00（夏令时）。

## 行政
库万的邮政编码为50680，INSEE市镇编码为50148。

## 政治
库万所属的省级选区为蓬埃贝尔县。

## 人口

1962-2008年间人口变化图示

库万于2022年1月1日时的人口数量为577人。